# Buenas noches, desolación
«Buenas noches, desolación» es una canción de la cantante mexicana Julieta Venegas perteneciente a su séptimo álbum de estudio Algo sucede (2015).
Esta canción fue compuesta por Julieta Venegas junto a Ale Sergi y Cachorro López. Fue lanzado como segundo sencillo oficial vía Facebook y en el programa Disco Grande de RTVE de España.
El vídeo fue dirigido por el cineasta mexicano Francisco Franco.

## Composición
Esta canción fue compuesta por Julieta Venegas junto al argentino Ale Sergi vocalista del grupo Miranda! y al productor Cachorro López, al igual que los arreglos y la musicalización.
Venegas la describe: «como una canción que se despide del tristeza, es una despedida a estar triste, a lo que sea que se haya atravesado».

## Lanzamiento
Fue lanzado en 14 de agosto de 2015 junto al lanzamiento del álbum.

## Vídeo musical
El vídeo fue filmado el 19 de julio de 2015 y quedó bajo la dirección del director mexicano Francisco Franco, el cual ya había colaborado con Julieta en el segundo sencillo «Como Sé» de su álbum debut Aquí (1997). Fue filmado en varias locaciones de la Ciudad de México y Julieta lo clasifica «Un homenaje al DF total». Cuenta con la participación de la actriz Ilse Salas.
El vídeo se estrenó vía el canal de televisión Ritmoson Latino en el programa Estreno Mundial el 17 de septiembre de 2015 a las 11:30 p. m. (tiempo de la Ciudad de México). Donde también se presentó el detrás de cámaras de la filmación. En su Vevo Oficial se lanzó el 18 de septiembre de 2015.

## Presentaciones
La primera vez que se presentó en vivo esta canción fue en el concierto en el Terra Live Music que se llevó a cabo en el día 29 de julio de 2015 en la ciudad de Miami, Estados Unidos.

## Posicionamiento en las listas

### Semanales
| Chile          | Top 100 Chile                     | 88 |
| Colombia       | National Report                   | 28 |
| Colombia       | Monitor Latino                    | 4  |
| Estados Unidos | Latin Pop Airplay (Billboard)     | 21 |
| Estados Unidos | Mediabase Spanish Contemporany    | 32 |
| México         | México Airplay (Billboard)        | 37 |
| México         | México Español Aiplay (Billboard) | 8  |
| México         | Monitor Latino                    | 7  |
| Venezuela      | Monitor Latino                    | 5  |